# Mirnel Sadović
Mirnel Sadović (Sarajevo, 25 maggio 1984) è un ex calciatore bosniaco, di ruolo attaccante.